# النسوية في السعودية
النسوية في السعودية حركة تعود جذورها إلى بدايات التسعينات الميلادية، عندما ظهرت أولى المطالبات بقيادة المرأة للسيارة في السادس من نوفمبر عام 1990، وهي حركة متأخرة عن مثيلاتها في الدول العربية والخليجية بسبب الصحوة التي تصدرت المشهد في الثمانينات الميلادية، بقيت الحركة كامنة طوال التسعينات الميلادية بعد فشل أولى محاولات المطالبة بقيادة السيارة، إلا أن طوال هذه الفترة ظهرت عدة عوامل مثل دخول المرأة السعودية لمجالات التعليم والعمل والابتعاث والانفتاح على العالم من خلال الإنترنت، مما جعل عودة الحركة في بدايات الربيع العربي أمرًا متوقعًا.

## لمحة تاريخية

### المطالبة بقيادة السيارة
في نوفمبر 1990 خرجت 47 سيدة وقدن 13 سيارة في الرياض للمطالبة بحقهن في قيادة السيارة، إلا أن الأمر انتهى باعتقالهن ومنعهن وأولياء أمورهن من السفر لعام واحد، وفصلهن من العمل العقوبة التي استمرت 32 شهرًا قبل أن يصدر الملك فهد بن عبد العزيز آل سعود أمرا ملكيًّا بإرجاع جميع المفصولات إلى أعمالهن، واُعتبر هذا الحدث الشرارة الأولى لانطلاقة الحركة النسوية في السعودية. عادت مطالبات قيادة السيارة في عام 2011 و2013، و2014 عبر وسائل التواصل الاجتماعي، والخروج لقيادة السيارة ميدانيًّا من قبل عدد من الناشطات، إلى أن رفع الحظر وسمح للمرأة السعودية باستخراج رخصة قيادة في عام 2017 بأمر سامٍ من الملك سلمان بن عبدالعزيز آل سعود.

### المطالبة بحق التصويت
ظهرت أولى المطالبات النسوية السعودية بالحق في التصويت والاقتراع والترشح في المجالس البلدية في عام 2011 عبر منصة تويتر، وظهرت في العام نفسه توصية من مجلس الشورى السعودي بالسماح للمرأة السعودية بالمشاركة في الانتخابات البلدية بالتصويت والترشح، وتم منح المرأة السعودية حق العضوية في مجلس الشورى والمجالس البلدية بقرار من الملك عبد الله بن عبد العزيز آل سعود في سبتمبر 2011 ودخل القرار حيز التنفيذ في الدورة التالية للانتخابات البلدية عام 2015.

### المطالبة بتأنيث المحلات النسائية
أطلقت السعوديات حملة واسعة للمطالبة بتأنيث محلات الملابس النسائية في عام 2010 تحت عنوان «الملابس النسائية الداخلية للنساء فقط» من خلال تنفيذ قرار مجلس الوزراء رقم 120 الذي كان قد صدر في عام 2006 ونص على وجوب عمل النساء بهذه المحلات، إلا أنه لم ينفذ بحجة عدم جاهزية المحلات. وفي عام 2011 صدر مرسوم ملكي برقم 121 يقضي بتأنيث المحلات النسائية في بداية العام 2012 على مراحل، وبدأت المرحلة الأولى في «يناير» من عام 2012 والتي عملت على تأنيث محلات بيع المستلزمات النسائية، فيما جاءت المرحلة الثانية في شهر شعبان «يوليو» من العام نفسه.

### المطالبة بإسقاط نظام الولاية
بدأت أولى مطالبة الناشطات والحقوقيات السعوديات بإسقاط نظام الولاية المفروض عليهن بجهود فردية عبر مواقع التواصل الاجتماعي وفي بعض الندوات منذ عام 2011 ، ونشطت المطالبة بشكل كبير في 2016 عبر منصة تويتر، وانتشرت بشكل كبير وتميزت باستمراريتها بشكل يومي، وتهدف إلى التخلص من مطلب موافقة ولي الأمر على حقوقهن في العمل والسفر والسكن والصحة والتعليم والزواج، وفي عام 2017 صدرت توجيهات ملكية بتمكين المرأة من الخدمات العامة دون المطالبة بموافقة ولي أمرها، ماعدا خدمات الابتعاث، واستخراج وتجديد جواز السفر، وتصريح السفر، ولم يكن هذا التمكين مرضيًا، إذا أنه لم يفعّل وبقيت بعض الجهات تطالب بموافقة ولي الأمر حين تقديم خدماتها، وبقيت الولاية على السفر إلى أن أقر مجلس الوزراء السعودي في مطلع أغسطس 2019 تعديلات على نظام وثائق السفر ونظام الأحوال المدنية تتيح للمرأة استخراج جواز سفر دون اشتراط موافقة ولي الأمر، ومنح حقوق حرية السفر للأنثى إذا تجاوزت الـ21 عاما مثل الذكر.

## انتقادات واتهامات
تعرضت الحركة النسوية السعودية لانتقادات وشكوك منذ بدايتها، منها أنها حركة متطرفة تدعو إلى الانحلال الأخلاقي والجسدي وإلى الإلحاد، وإفساد النساء ولا سيما المراهقات منهن منحرفة عن المطالب والحقوق الأساسية. ووجد البعض أنها نسوية ناقمة على الرجل بشكل متطرف بطريقة تشوه المساواة وقيم العدالة التي تسعى لها الحركة. وأُخذ عليها بشكل واسع استيرادها لأفكار الحركات النسوية الغربية التي لا تتناسب مع طبيعة المجتمعات العربية، كما تعرضت لشكوك بأنها حركة تقودها جهات خارجية بدوافع سياسية، وتعرضت في الوقت ذاته لمحاولات تسييس بإدارتها وتمويل أصحابها من دول ومنظمات خارجية، واُنتقدت الحركة من بعض النسويات بأنها حركة خاضعة للسلطة السياسية الأبوية وتطالب بحقوقها عبر الاستجداء وهو ما يتعارض مع مبادئها، إلا أن المدافعون عنها يرفضون هذه الاتهامات والشكوك ويرون أنها حققت الكثير للمرأة السعودية منذ بدايتها.